# Kloster Acibeiro
Das Kloster Acibeiro (auch Aciveiro oder Santa María de Acibeiro; lateinisch Azebeyrum) ist eine ehemalige Zisterzienserabtei in der Provinz Pontevedra in Galicien im Nordwesten Spaniens. Es liegt in der Gemeinde Forcarei rund 50 km nordwestlich von Pontevedra an der Straße nach Lalín.

## Geschichte

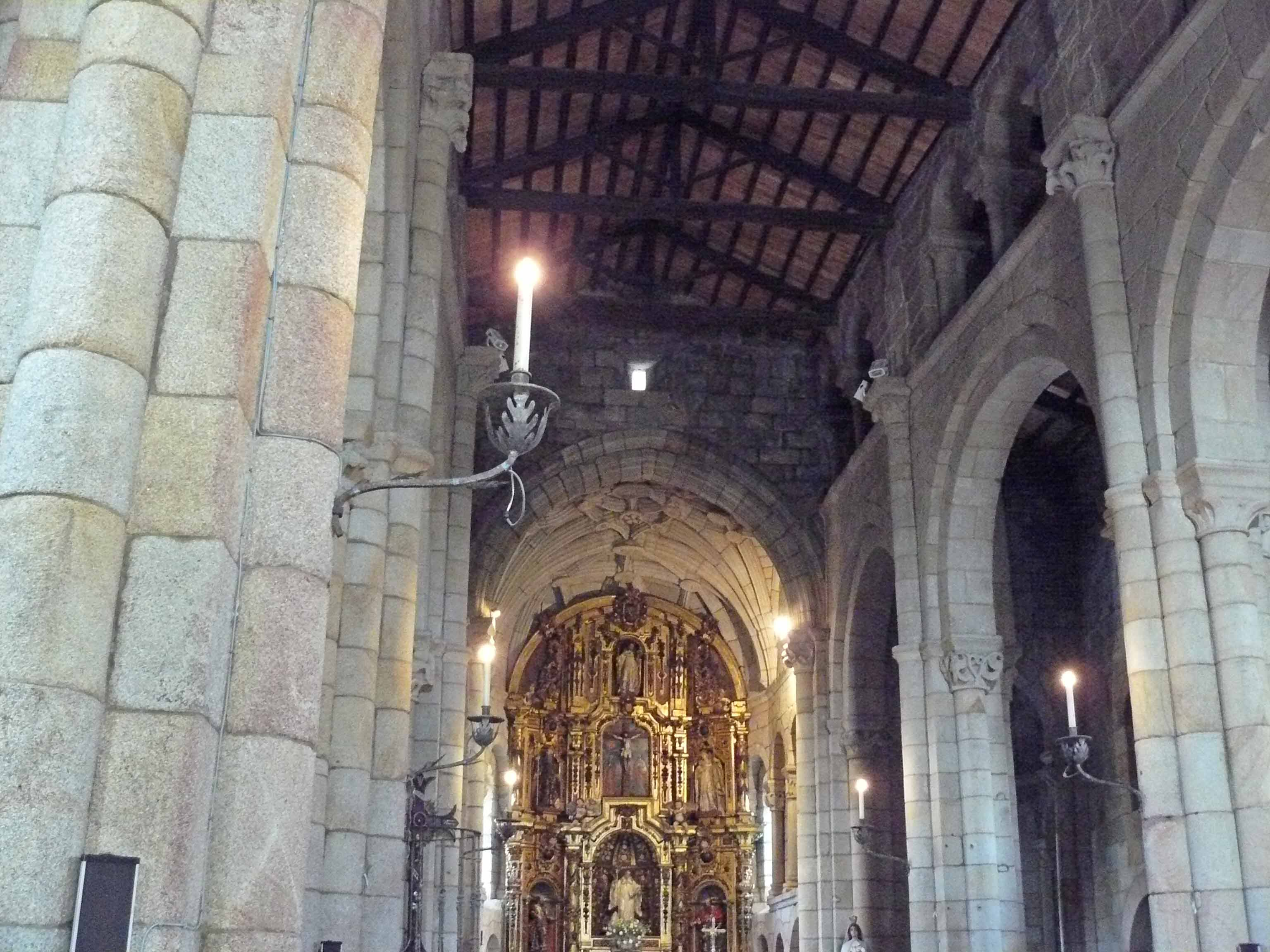
Mittelschiff der Kirche

Das Kloster wurde im Jahr 1135 als Benediktinerkloster gegründet. Dem Zisterzienserorden schloss es sich um 1170 (nach anderen Quellen erst 1225) an. Das Kloster gilt als unmittelbares Tochterkloster der Primarabtei Clairvaux. Im Jahr 1505 verfügte Papst Julius II. den Beitritt zur kastilischen Zisterzienserkongregation, der sich aber erst 14 Jahre später vollzogen haben soll. Durch französische Truppen wurde das Kloster im Jahr 1809 in Mitleidenschaft gezogen. Bei seiner Auflösung durch die Regierung Mendizábal im Jahr 1835 gehörten dem Kloster noch acht Mönche an. Seit 1974 besteht eine Gemeinschaft der Freunde des Klosters, in dem sich nunmehr ein Volkskundemuseum befindet.

## Architektur
Der Baustil der aus Granitsteinen gefertigten dreischiffigen, fünfjochigen und querschifflosen Kirche ist romanisch mit barocken Veränderungen an der Fassade, insbesondere einem dreigeteilten Glockengiebel. Die Ostseite weist drei von Halbsäulen und Pilastern begleitete Apsiden auf, von denen die mittlere polygonal gebrochen und deutlich größer ist als die beiden seitlichen. Unterhalb der Dachtraufe finden sich steinerne Konsolen, die an ältere hölzerne Balkenenden erinnern.
Im Innern sind alle drei Schiffe von einem einzigen offenen Dachstuhl bedeckt; nur die Apsiden sind gewölbt (Apsiskalotte). Die zum Mittelschiff durch weitgespannte Arkadenbögen und falsche Triforien geöffneten Seitenschiffe sind durch Schwibbögen unterteilt. Es gibt zahlreiche Kapitelle mit einfachem Blattwerk und mit Tierfiguren.

## Ausstattung
In der Kirche befinden sich mehrere schmucklose Sarkophage sowie ein romanisches Taufbecken und ein spätbarocker Altarretabel.

## Kalvarienkreuz
Vor der Kirche erhebt sich ein auf einem abgetreppten steinernen Sockel stehendes, insgesamt etwa 8,50 m hohes Kalvarienkreuz.